# Old Faithful Inn
Old Faithful Inn is een Amerikaans hotel in Yellowstone National Park (Wyoming). Het hotel ligt vlak naast Old Faithful, de beroemdste geiser van het park. Zoals alle hotels in Yellowstone, wordt de Old Faithful Inn door Xanterra Parks & Resorts uitgebaat.
Het hotel werd door de jonge architect Robert Reamer ontworpen in een rustieke bouwstijl die typerend is voor de architectuur van de nationale parken in de vroege twintigste eeuw. Typisch zijn de zware houten balken en de massieve stenen open haard in de grote lobby. Het gebouw werd in de winter van 1903-1904 gebouwd en opende in de lente van 1904. De Old Faithful Inn is een van de weinige log hotels die nog bestaan in de VS. Het hotel is het grootste in zijn soort en mogelijk zelfs het grootste massief houten gebouw in de wereld. De Old Faithful Inn is sinds 1987 een National Historic Landmark en behoort tevens tot het Old Faithful Historic District, waartoe ook de Old Faithful Lodge en verschillende andere historische gebouwen behoren.